# Lycaena posticeoatrata
Lycaena posticeoatrata är en fjärilsart som beskrevs av Mezger 1931. Lycaena posticeoatrata ingår i släktet Lycaena och familjen juvelvingar. Inga underarter finns listade i Catalogue of Life.